# Pink: Live from Wembley Arena
Pink: Live from Wembley Arena es el segundo DVD musical de la cantante estadounidense Pink, publicado inicialmente el 22 de marzo de 2007. Fue grabado en Londres, Inglaterra en un concierto en vivo en el Wembley Arena durante la gira del I'm Not Dead Tour. Las actuaciones de "Lady Marmalade" y "Redemption Song" (cover de Bob Marley) no fueron incluidas en el DVD.
Alcanzó el número uno en las listas de DVD en el Reino Unido, debutó en el número tres en Italia y en el número uno en Australia. Live from Wembley Arena fue certificado 14 veces con el platino en Australia tras vender más de 210.000 copias y paso 16 semanas consecutivas en el número uno.

## Lista de canciones
1. Opening
2. "'Cuz I Can"
3. "Trouble"
4. "Just Like a Pill"
5. "Who Knew"
6. "I'm Not Dead"
7. "Stupid Girls"
8. Spanish Dance
9. "There You Go"
10. "God Is a DJ"
11. "Fingers"
12. "Family Portrait"
13. "The One That Got Away"
14. "Dear Mr. President"
15. "What's Up"
16. "U + Ur Hand"
17. "18 Wheeler"
18. "Don't Let Me Get Me"
19. "Leave Me Alone (I'm Lonely)"
20. "Nobody Knows"
21. "Get the Party Started"

### DVD Bonus
- On Tour with Pink
- Photo Gallery
- Audio-Tracks:
  - "Crash and Burn"
  - "U + Ur Hand" (Bimbo Jones Remix)

## Posicionamiento y certificaciones
| Chart (2007)                       | Posicionamiento |
| ---------------------------------- | --------------- |
| Australia DVD Chart                | 1 (18 semanas)  |
| Austria DVD Chart                  | 1               |
| Brasil DVD Chart                   | 1               |
| Bélgica DVD Chart                  | 2               |
| Estonia DVD Chart                  | 7               |
| Francia DVD Chart                  | 2               |
| Alemania DVD Chart[cita requerida] | 1               |
| Italia DVD Chart                   | 3               |
| Países Bajos DVD Chart             | 2               |
| Nueva Zelanda DVD Chart            | 2               |
| Noruega DVD Chart[cita requerida]  | 13              |
| Portugal DVD Chart                 | 13              |
| Suiza Album Chart                  | 84              |
| Reino Unido DVD Chart              | 1               |

| País          | Certificación | Ventas  |
| ------------- | ------------- | ------- |
| Australia     | 15x Platino   | 225,000 |
| Nueva Zelanda | Oro           | 2,500   |
| Alemania      | 3x Platino    | 150,000 |
| Brasil        | Oro           | 50,000  |
| Reino Unido   | 2x Platino    | 150,000 |
| Francia       | Gold          | 50,000  |